# Alan Hawkshaw
Alan Hawkshaw, född 27 mars 1937 i Leeds, West Yorkshire, död 16 oktober 2021, var en brittisk kompositör och pianist inom bland annat jazz, pop, funk och "easy listening", spelandes bland annat hammondorgel.
Han var på 1960-talet medlem i The Checkmates och på 1970-talet i The Shadows och spelade för Cliff Richard. Han har skrivit mycket katalogmusik, library music. Några musikstycken av Hawkshaw är:
- Chicken Man från albumet Rock Comedy som använts för bland annat BBC-serien Grange Hill.
- Best Endeavours, signaturmelodi för nyhetsprogrammet Channel 4 News som startade 1982.
- Studio 69 från The Big Beat som använts för BBC-serien Dave Allen at Large.
- Showtime Organ som ofta förekommer i tv-program, bland annat i Sverige.
- Movin' On från Music for a new generation tillsammans med Alan Parker som förekommer i filmen Jag heter Stelios (1972).
- Hot Pants från Flute for Moderns tillsammans med Alan Parker.
- Charlie, komponerad 1997 och använd som utvisningslåt under Juniorvärldsmästerskapet i ishockey 2020.[5]